# Guan Hanqing
Guan Hanqing (ur. 1241, zm. 1320) – chiński dramaturg i poeta.
Z ponad sześćdziesięciu napisanych przez niego dramatów zachowało się osiemnaście. W swoich utworach takich jak Sen o ginącym motylu (包待制三勘蝴蝶夢, Bāo Dài Zhì Sān Kān Hú Dié Mèng) piętnował urzędników-łapówkarzy, lichwiarstwo i nieróbstwo, sławiąc ludzi odważnych i przeciwstawiających się złu. Wiarę w tryumf sprawiedliwości i sympatię dla pokrzywdzonych wyrażał w takich komediach jak Uratowanie nieszczęśnicy (趙盼兒風月救風塵, Zhào Pàn Ér Fēng Yuè Jiù Fēng Chén), zaś w dramatach historycznych, m.in. Sam wśród wrogów (關大王獨赴單刀會, Guān Dà Wáng Dú Fù Dān Dāo Huì) opiewał obowiązek i honor żołnierza.